# Lafia
Lafia je glavni grad nigerijske savezne države Nasarawa. Leži u središnjoj Nigeriji na 160 metara nadmorske visine, 130 km jugoistočno od Abuje. Grad je uskotračnom željeznicom povezan s Port Harcourtom.
Prema popisu iz 1991., Lafia ima 79.387 stanovnika.